# Lloyd LT 500
Il Lloyd LT 500 era un piccolo veicolo commerciale prodotto dalla casa automobilistica tedesca Hansa-Lloyd di Brema dal 1952. Dopo la versione furgonata, divenne disponibile anche la versione per il trasporto passeggeri. 
Questo modello disponeva di sei posti a sedere, autista compreso. Dal 1955 fino al 1961, anno di termine della produzione, con la sostituzione del propulsore venne rinominata Lloyd LT 600.

## Caratteristiche

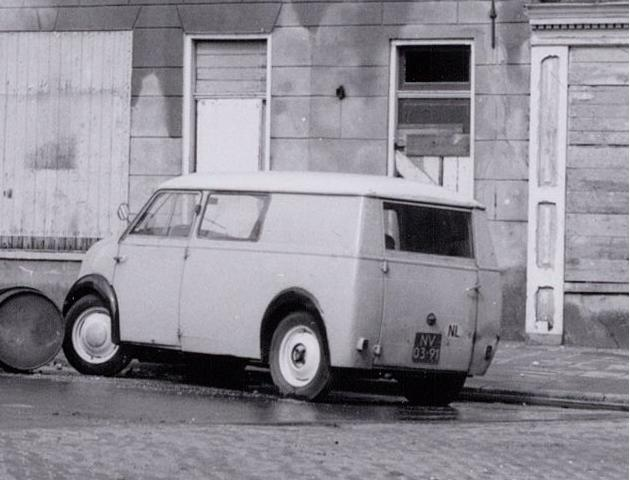
La versione furgonata

Questo veicolo era dotato di un motore a due tempi di 386 cm³ di cilindrata che produceva una potenza di 13 CV. In una prova su strada dell'epoca venne rilevato che la versione trasporto passeggeri a pieno carico aveva un rapporto peso/potenza di 95 kg per cavallo vapore. In queste condizioni la velocità massima era di 60 km/h (37 mph) che saliva a 75 km/h (47 mph) se il carico trasportato era inferiore.

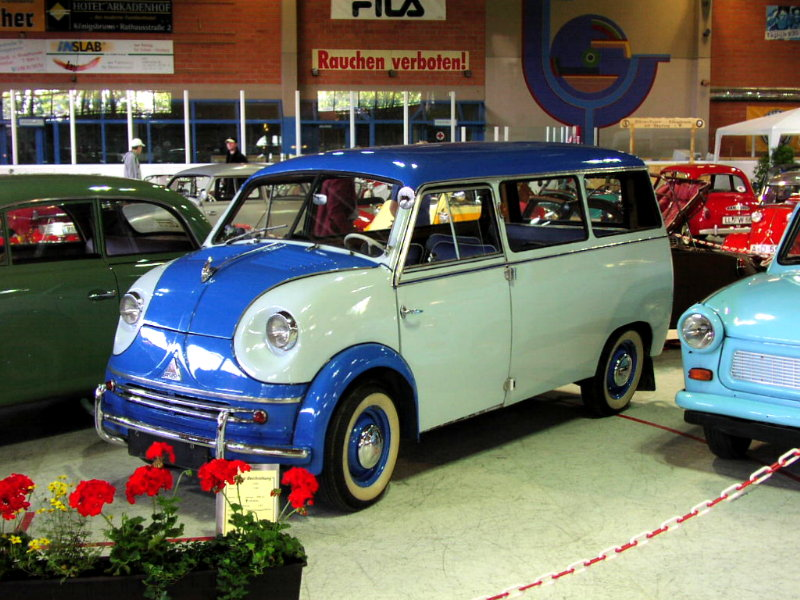
Lloyd LT 600

Lo sterzo, le vibrazioni e, nello specifico, il cambio a tre marce senza sincronizzatore ricevettero diverse critiche anche per gli standard del 1953. Altre critiche vennero fatte al comfort dell'abitacolo che era caratterizzato dall'assenza di un sistema di ventilazione e da un riscaldamento insufficiente. Positivi furono invece i giudizi dei giornalisti sulla facilità con la quale si potevano rimuovere i sedili per trasformare il veicolo da trasporto passeggeri a trasporto merci.
Dal 1955 LT 500 veniva prodotto insieme al Lloyd LT 600 che lo sostituì e che rimase in produzione fino al 1961. La differenza principale tra i due modelli era costituita dal motore a quattro tempi di cilindrata maggiore. Si calcola che della versione LT 500 siano stati costruiti 855 furgoni con pianale posteriore, 357 furgoni chiusi e 8.688 minibus, mentre della versione LT 600 3.519 furgoni e 11.249 minibus.